# Wassermühle Prieschka

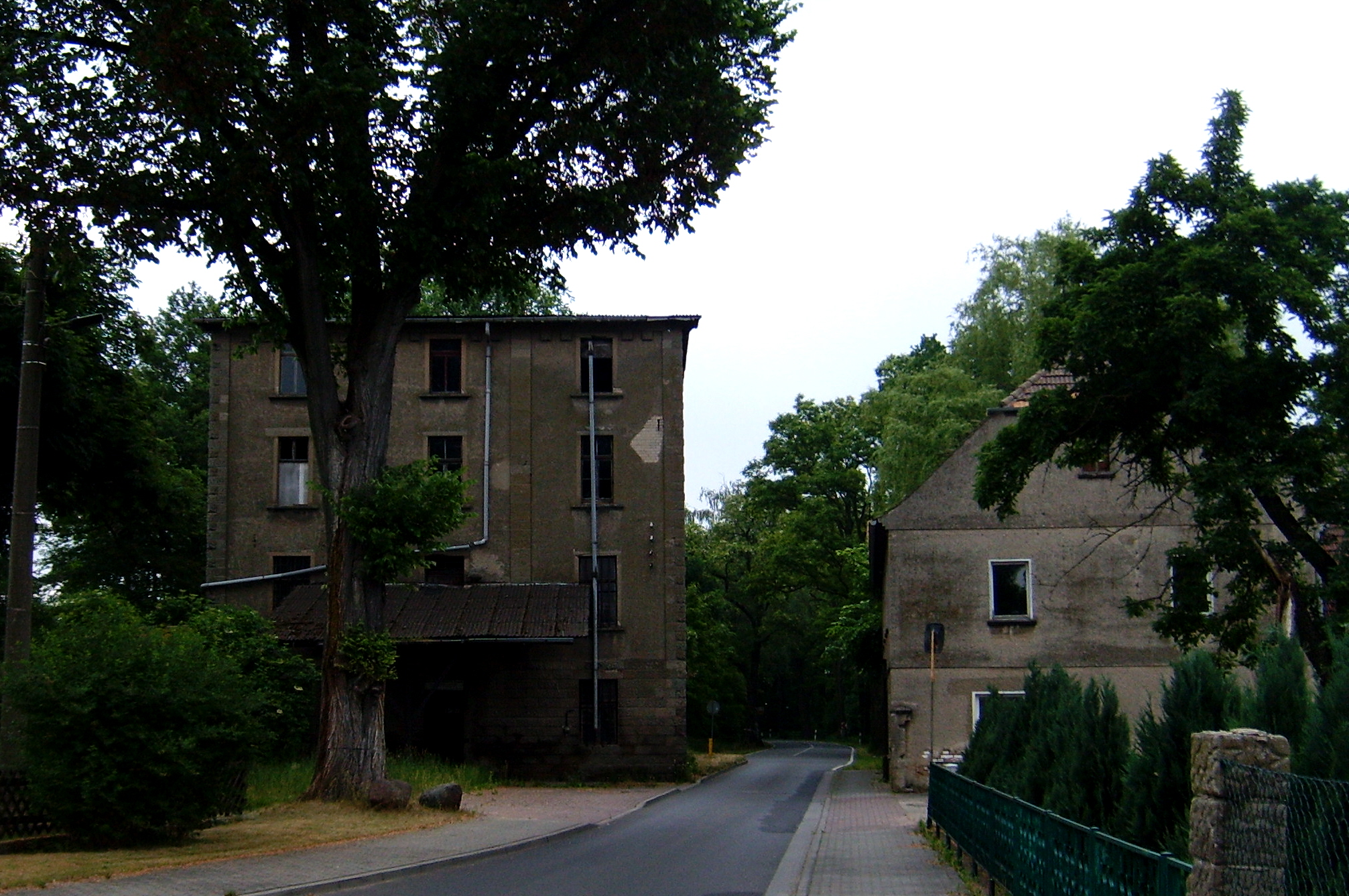
Wassermühle Prieschka

Die einstige Wassermühle Prieschka befand sich im südbrandenburgischen Landkreis Elbe-Elster, nahe der Alten Röder, einem ehemaligen Flusslauf der Schwarzen Elster.

## Geschichte
Das Mühlengut in Prieschka, welches ein Vorläufer des späteren Rittergutes war, wurde im Jahre 1520 errichtet. Aber bereits vor diesem Datum soll es im Ort eine Mühle gegeben haben. Es gehörte ab 1525 dem meißnischen Adelsgeschlecht von Schleinitz. Dieses war zu jener Zeit im benachbarten Saathain und weiteren Orten der Umgebung ansässig. Späterer Eigentümer war das seit dem späten Mittelalter in der Umgebung ansässige Adelsgeschlecht der Köckritze. Ihm folgten schließlich die Maltizischen Erben. Wie in der Oeder-Zimmermannsche Karte um 1600 verzeichnet ist, war hier zu jener Zeit Sigismund von Weltitz ansässig. 1608 mussten die Mühle sowie die dazugehörige Schenke allerdings, wegen hoher Schulden an den sächsischen Kurfürsten Christian II. abgegeben werden und sie wurde als Kammergut vom Amt Liebenwerda verwaltet.
1614 wurde die Mühle neu erbaut, der vorhandene Mühlgraben am Dorfausgang rechts, vom Mühlenwohngebäude bis Teichgrabenmündung ausgebaut und der Straßendurchlass zur Mühle erweitert. Um den Wasserstand des Mühlgrabens auf der erforderlichen Höhe zu halten, war in der Nähe der jetzigen Teichgrabenmündung in die Alte Röder ein Stauwehr eingebaut. Die neu erbaute Mühle überlebte den Dreißigjährigen Krieg, brannte aber 1654 über Nacht durch Brandstiftung völlig nieder. Im Jahre 1676 kaufte Forst- und Wildmeister Friedrich Sieber die Mühle. Zuvor war sie vom Landesherrn an David Kupfer übergeben worden, welchem man noch 540 Taler Kriegssold schuldete. Nach dem Tod Siebers kam sie in den Besitz Gottfrieds von Kirchbach und wurde von diesem an Hans Karl von Kirchbach weiter vererbt. 1746 wurde die Prieschkaer Mühle schließlich an den Gröditzer Müller Johann Rohrbach verkauft. Die Mühle besaß zu dieser Zeit drei Mahlgänge und einen Gang zum Hirsestampfen. Außerdem war eine Schneidemühle in Betrieb. Der Müller war dem 1698 entstandenen Rittergut abgabenpflichtig und hatte diesem eine große Anzahl kostenloser Leistungen zu erbringen. Außerdem behielt sich die Rittergutsherrschaft das Vorkaufsrecht vor, auf welches sie nur verzichtete, wenn die Mühle an Kinder oder Geschwister des Müllers überging.

Die Prieschkaer Mühle um 1909

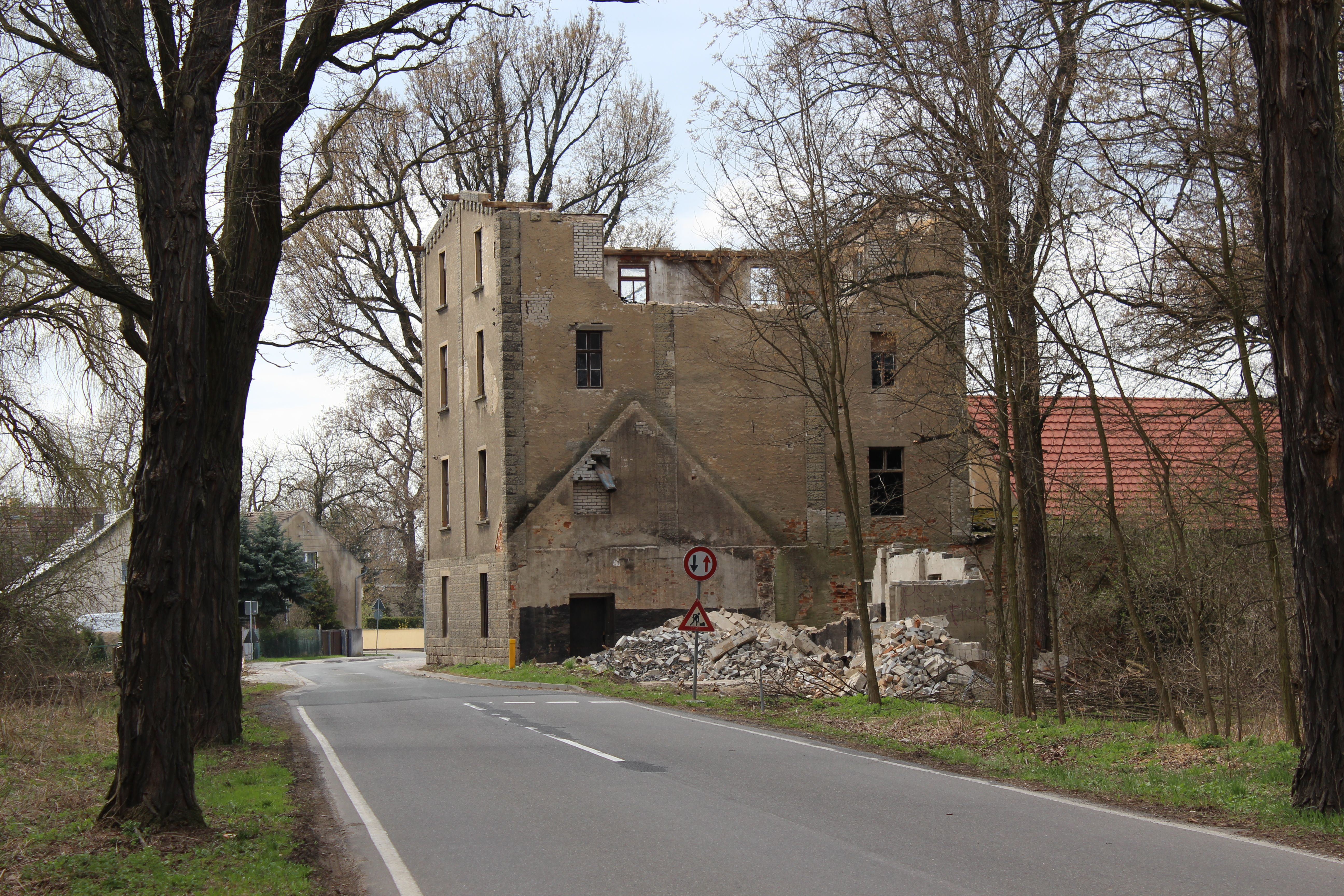
Abrissarbeiten an der Mühle im April 2013

Nachdem die Mühle lange Zeit im Besitz der Familie Rohrbach und ihrer Verwandten geblieben war, kam sie schließlich an Moritz Flössig und war einem Beitrag in der heimatkundlichen Schriftenreihe „Die Schwarze Elster“ aus dem Jahre 1909 zufolge Anfang des 20. Jahrhunderts im Besitz von dessen Sohn Karl Flössig. Während des Ersten Weltkrieges wurde die Mündung der Großen Röder wieder nach Würdenhain verlegt. Die Große Röder nutzte seit den in der Mitte des 19. Jahrhunderts erfolgten Flussregulierungen der Elster sowie des Unterlaufs der Röder den an der Mühle vorbeifließenden Altlauf der Schwarzen Elster und mündete bei Prieschka. Da es der Alten Röder nun an Fließgeschwindigkeit fehlte, erhielt der Mühlenbesitzer vom Regierungsbezirk eine Entschädigung von 30.000 Mark. Um den Mühlenbetrieb in Prieschka weiter aufrechtzuerhalten, erfolgte der Einbau eines Ölmotors. Im Zuge dessen wurde außerdem eine Modernisierung der Mühle vorgenommen. Diese ging später an Flössigs Schwiegersohn Kurt Maidorn über, der während der NS-Zeit von 1934 bis 1945 Bürgermeister des Ortes war. In den Jahren des Zweiten Weltkrieges wurde der Mühlenbetrieb, aufgrund Ölmangels, auf Elektroenergie umgestellt. Maidorn flüchtete 1948 nach West-Berlin, da ihm in der sowjetischen Besatzungszone die Verhaftung drohte. Seine zurückgelassene Frau und sein Sohn folgten ihm 1953.
Damit ging die Mühle zunächst in Rechtsträgerschaft der Gemeinde Prieschka über, die den Betrieb verpachtete. Ab 1961 wurde sie von der LPG „Elstergrund“ bewirtschaftet, die 1964 im VEG Prieschka aufging. Die Mühle wurde umgerüstet und diente zur Herstellung von Mischfutter für die Rinder- und Schweinemast.
Erhart Schiffner war der letzte Müller in Prieschka. Er arbeitete dort von 1971 bis 1991. Mit der Wiedervereinigung und der Reprivatisierung des Gutes 1991 wurde der Mühlbetrieb in Prieschka eingestellt. Seither befand sie sich in Privatbesitz und diente als Lager.
Im Jahr 2013 wurde sie abgerissen. Der früheren Standort ist erkennbar an der noch vorhandenen Einengung der Straße.